# Sint-Mariakerk (Loitz)
De Sint-Mariakerk (Duits: Sankt-Marien-Kirche) is een uit de 13e eeuw daterend kerkgebouw in de stad Loitz, een plaats in het oosten van de deelstaat Mecklenburg-Voorpommeren.

## Geschiedenis
Ver voor het jaar 1200 was er reeds sprake van een Mariakerk in Loitz. Het romaanse portaal van de Mariakerk herinnert nog aan de lange bouwgeschiedenis van het godshuis. Later werd de kerk met gotische gewelven voorzien. Sinds de 13e eeuw valt de bouwgeschiedenis goed af te lezen van het kerkgebouw. De laatste hertogin van Pommeren-Wolgast, Sophie Hedwig (1561–1631), liet de kerk met drie traveeën naar het oosten vergroten om zo plaats te creëren voor haar vorstenloge.
In 1701 brandde de kerktoren af. In de periode 1718-1725 vonden er verschillende renovaties plaats. Destijds kwam er ook een altaar met beelden van Elias Kessler in de Mariakerk. Tijdens de bezetting van de Franse troepen werd het kerkgebouw geprofaneerd en als opslagplaats gebruikt. Na het vertrek van de Fransen was het gebouw volkomen geruïneerd en het duurde tot 1833 voor het weer als godshuis in gebruik kon worden genomen. De kerktoren werd vanaf 1832 weer opnieuw opgemetseld. In 1866 werden aan de oostelijke koorgevel twee sacristieën aangebouwd. De beide zuidelijke portalen werden in 1906 gebouwd.
Sinds 1980 heeft de kerkelijke gemeente met veel eigen inzet en giften uit Loitz en het toenmalige Oost- en West-Duitsland de kerk van algeheel verval weten te redden. Op 31 oktober 1987 werd een nieuw gouden kruis op de kerktoren geplaatst.

## Interieur
Het middenschip van de beide westelijke traveeën wordt overspannen door een stergewelf uit de 15e eeuw. De drie oostelijke, later aangebouwde, traveeën hebben een kruisgraatgewelf uit circa 1600. De lagere zijschepen zijn voorzien van tongewelfen uit 1906. De scheidingsbogen zijn decoratief beschilderd en de beschildering aan pijlers tonen voorstellingen van de stads- en kerkgeschiedenis.
Bezienswaardig is een barokke altaaropzet. Het betreft een werk uit 1720 van de in Stralsund werkzame beeldhouwer Elias Kessler. De architectonische opbouw bestaat uit grenenhout, de beelden (onder de vier evangelisten, op de balklaag engelen en als bekroning de ten hemel varende Christus) en de ornamenten zijn uit lindenhout gesneden. Het centrale altaarschilderij stelt de graflegging van Christus, daarboven de Transfiguratie voor. Het altaar werd in 1999 in de classicistische kleurstelling wit, blauw en goud gerestaureerd. Van de zuilen werd de barokke marmering weer blootgelegd. Johann Gottfried Quistorp, een architect uit Greifswald, ontwierp en maakte de kansel. Tegenwoordig vormen het altaar en de kansel samen met het romaanse doopvont van graniet uit de 12e eeuw het liturgische centrum van de Mariakerk. Van het begin-17e-eeuwse vorstengestoelte restten nog een dertiental panelen met portretten van o.a. hertog Ernst Lodewijk van Pommeren.

## Orgel
Het orgel werd in 1941 door de orgelbouwfirma Kemper uit Lübeck gebouwd.

## Architectuur
De Mariakerk betreft een drieschepig gebouw van vijf traveeën en een rechthoekige koorafsluiting. In de kern is het gebouw 13e-eeuws, dat opgetrokken werd van veld- en bakstenen. Later werden de muren bepleisterd. De toren heeft hoeklisenen en heeft een met koperplaat bedekte klokvormige bekroning met lantaarn.